# 可部町
可部町（かべちょう）はかつて広島県安佐郡に存在した町である。1972年4月1日に広島市に編入されて消滅した。現在は安佐北区の一部になっている。

## 沿革
- 1889年4月1日 - 市町村制施行。当時の町域にはいずれも高宮郡に属する可部町（初代）と大林村・亀山村・中原村・三入村があった。
- 1898年10月1日 - 高宮・沼田両郡が統合して安佐郡が成立する。
- 1942年7月1日 - 可部町（初代）と中原村が対等合併して可部町（2代）が成立する。
- 1955年3月31日 - 可部町（2代）と大林・亀山・三入各村が対等合併して可部町（3代）が成立する。
- 1972年4月1日 - 広島市に編入されて消滅する。

## 主要施設
- 広島県警可部警察署（現安佐北警察署）

## 地理
河川
- 太田川
- 南原川
- 根ノ谷川

山
- 白木山（標高889.3m）
- 堂床山（標高859.6m）
- 備前坊山（標高789.4m）
- 冠山（標高735.7m）
- 押手山（標高706.8m）
- 水越山（標高526.0m）
- 福王寺山（標高496.2m）
- 螺山（標高475.0m）
- 高松山（標高339.0m）
- 茶臼山（標高229.7m）

## 名所・旧跡
- 南原峡
- 勝円寺

## 大字
- 綾ヶ谷（あやがたに）
- 今井田（いまいだ）
- 上原（うえばら）
- 大林（おおばやし）
- 大毛寺（おおもじ）
- 勝木（かつぎ）
- 可部（かべ）
- 上町屋（かみまちや）
- 下町屋（しもまちや）
- 城（じょう）
- 桐原（とげ）
- 中島（なかしま）
- 中野（なかの）
- 南原（なばら）
- 虹山（にじやま）
- 四日市（よっかいち）

## 交通（1972年3月31日当時のデータ）

### 鉄道
- 国鉄可部線が通っており、町内には以下の施設がある。
  - 中島駅
  - 可部駅 - この駅以北は2003年11月30日をもって一旦廃止。そして河戸帆待川駅とあき亀山駅が復活。
  - 河戸駅 - この駅の西までの1.6km現あき亀山駅までが2017年3月4日に復活。可部線を参照。
  - 今井田駅
  - 安芸亀山駅

### 道路
国道
- 国道54号
- 国道183号 - 町内は全区間国道54号と重用。
- 国道191号
- 国道261号 - 町内は全区間国道191号と重用。

主要地方道
- 島根県道・広島県道浜田八重可部線 - 町内は全区間国道54号と重用。現：島根県道・広島県道5号浜田八重可部線。

一般県道
- 広島県道可部停車場線 - 現：広島県道240号可部停車場線。
- 広島県道高陽中島線 - 現：広島県道70号広島中島線。
- 広島県道宇津可部線 - 現：広島県道267号宇津可部線。
- 広島県道勝木安古市線 - 現：広島県道268号勝木安古市線。
- 広島県道大林井原線 - 現：広島県道68号大林井原線。

## 教育（1972年3月31日当時のデータ）
小学校
- 可部町立大林小学校
- 可部町立可部小学校
- 可部町立可部南小学校
- 可部町立亀山小学校[1]
- 可部町立三入小学校[2]

中学校
- 可部町立可部中学校[3]

高等学校
- 広島県立可部高等学校
- 広島文教女子大学附属高等学校

大学
- 広島文教女子大学
- 広島文教女子大学短期大学部 - 2003年廃止。

## 備考
現在、可部町役場の場所に安佐北区総合福祉センターが建っている。（『保存版ふるさと広島市』郷土出版社、2008年、109頁参照）